# Montes Taurus

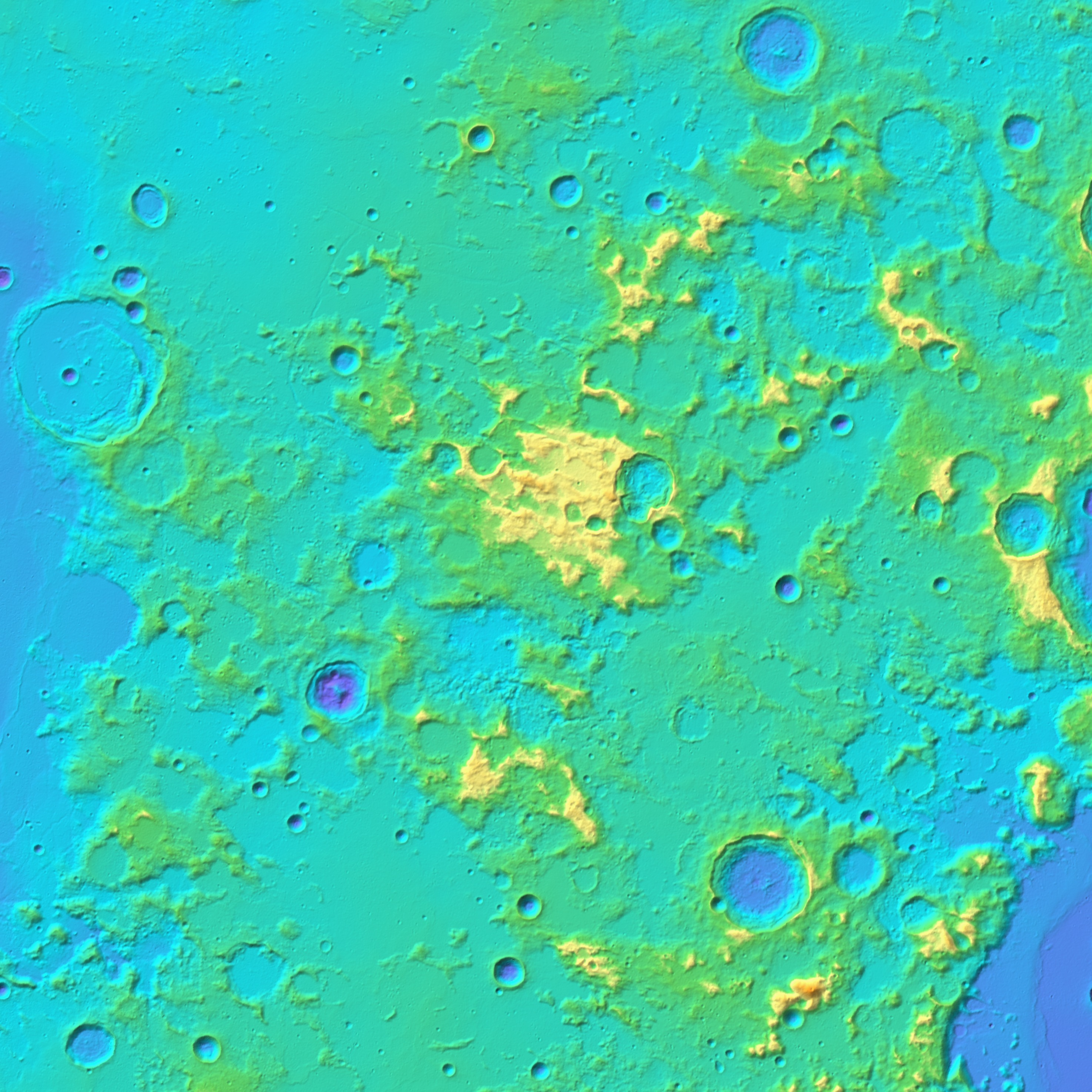
Mapa altimètric (el color groc correspon a les terres altes i el blau a les baixes)

Els Montes Taurus són una abrupta i accidentada regió muntanyenca de la Lluna. Estan localitzats a l'est de la Mare Serenitatis, en el quadrant nord-oriental de la cara visible de la Lluna. Les coordenades del seu centre són 27° 19′ N, 40° 20′ E / 27.32°N,40.34°E, i la seva extensió és d'aproximadament 170 km.
Els Montes Taurus no són massa impressionants si es comparen amb altres sistemes de muntanya lunars. Es distribueixen en una àmplia regió d'elevacions sense uns límits clarament definits. Aquestes muntanyes aconsegueixen la seva altura màxima entre els cràters Kirchhoff i Newcomb (4,9 km per sobre del nivell de la Mare Serenitatis i 2,1 km per sobre de nivell mitjà de la superfície lunar).
Un considerable nombre d'impactes posteriors han omplert de cràters el perfil d'aquesta zona muntanyenca. En el seu costat sud-oest se situa el cràter Römer, amb Newcomb localitzat en la secció nord-oriental. Diversos cràters satèl·lit també es troben a l'interior dels Montes Taurus. El sector al sud-oest d'aquesta regió allotja la vall Taurus-Littrow, lloc d'allunatge de la missió tripulada Apol·lo 17.

## Nomenclatura
Els Montes Taurus reben el seu nom de les muntanyes Taure, una serralada situada en el sud de Turquia. Aquest nom va aparèixer per primera vegada en el mapa lunar realitzat per Johannes Hevelius, qui va utilitzar referències terrestres per denominar accidents geogràfics lunars. No obstant això, va assignar aquest nom (en la forma Mons Taurus) a un altre element completament diferent: un dels raigs brillants del cràter Tycho. L'element al que fa referència aquest article va ser designat inicialment com Taurica Chersonnesus, perquè Hevelius va intentar establir una correspondència entre aquesta zona del relleu lunar amb llocs propers a la mar Mediterrània, i en el seu mapa aquesta regió lunar es corresponia amb Crimea (històricament coneguda com a Tauris o Tauric Chersonese). Selenógrafs posteriors van començar a denominar-los Montes Taurus, i en 1935 aquest nom va ser adoptat oficialment per la Unió Astronòmica Internacional.